# Alderdi Eguna
|  | Aquest article tracta sobre el dia del partit. Si cerqueu el dia de la pàtria basca, vegeu «Aberri Eguna». |

El Alderdi Eguna ('Dia del partit' en basc) és el dia del Partit Nacionalista Basc (PNB), que se celebra anualment des del 1977 l'últim diumenge de setembre, diumenge més proper al dia de Sant Miquel, considerat el patró d'Euskadi, així com d'aquest partit.

## Actes oficials
L'acte central d'aquesta festa és el míting polític realitzat pels líders del PNB, normalment el lehendakari i el president de l'Euzkadi Buru Batzar, així com també un representant d'Euzko Gaztedi (EGI), però la festa comença de bon matí en forma d'una tradicional romeria, on les diferents organitzacions municipals del partit instal·len parades de venda de begudes i dels seus productes més típics, amenitzant tot això amb música tradicional. També es pot gaudir de danses, esports tradicionals i normalment s'organitzen misses i serveis religiosos.
L'acte oficial comença amb la desfilada dels joves d'EGI seguits pels representants de totes les organitzacions municipals, regidors i alcaldes dels diferents municipis, acabant la desfilada amb els representants de les diferents executives territorials i els grups dels diferents parlaments dels quals el PNB forma part. Després es realitza el míting central amb una durada d'unes dues hores, i finalment es dona peu a la festa, música i menjars. La festa s'allarga durant tot el dia i fins ben entrada la nit.
Les joventuts d'EGI aprofiten per organitzar una acampada durant tot el cap de setmana, en què celebren actes polítics i festius.

## Història
La festa es va començar a fer en les campes Sant Miquel d'Aralar (Navarra) el 1977, tenint caràcter rotatiu per als diferents territoris durant els primers anys d'existència. No obstant això, a partir del 1984 es va començar a realitzar de manera ininterrompuda fins al 2004 als camps de Salburua ja que els organitzadors no trobaven altre lloc que pogués acollir la gran quantitat d'afiliats i simpatitzants que es desplaçaven aquell dia. Finalment i des del 2004 l'Alderdi Eguna es realitza en els camps de Foronda a escassos quilòmetres de Vitòria, en un espai de 400.000 m² propietat del Partit Nacionalista Basc (PNB).
El 1977, després de les eleccions generals i després de la mort del dictador Franco, el recentment legalitzat PNB va decidir organitzar una jornada festiva coincidint amb el patró del partit. Per iniciativa d'Iñaki Anasagasti, president de les joventuts del PNB (EGI) per aquell temps, i prenent com a model la festa del partit que Acció Democràtica i COPEI realitzaven a Veneçuela, el PNB va decidir organitzar una jornada festiva per congregar als seus simpatitzants i afiliats. La trobada políticofamiliar va resultar ser un èxit i va congregar més de 80.000 jelkides, després de la qual es va decidir fer-ho anual.
Durant l'edició de l'Alderdi Eguna de 2009 es va crear mitjançant un mosaic format per cartolines, la ikurriña més gran de la història.
Cal ressaltar l'edició de l'any 2016, que no va poder ser celebrada en la data habitual (últim diumenge de setembre) amb motiu de les eleccions al Parlament Basc i es va celebrar una setmana més tard.

## Partits convidats
Unió Mallorquina, UCD, Junts per Catalunya, JNC, Partit Andalusista, BNG, PSM, Bloc Nacionalista Valencià, Unita d'Angola, Front Polisario, Parti de Nation Corse, Union Democratique Bretonne, Parti Breton, Ligue Savoisienne, Bloc Català, Mouveenmt regió Savioie, Moviment per la determinació de l'Illa de Bioko i Partit Demòcrata del Kurdistan.